# 히카와 신사
히카와 신사(일본어: 氷川神社)는 일본 사이타마현 사이타마시 오미야구에 있는 신사이다. 아다치 군을 중심으로 무사시노쿠니 각지에 있는 히카와 신사의 총본사이다. 같은 이름의 히카와 신사가 각지에 있기 때문에 구별하기 위해 오미야히카와 신사(大宮氷川神社)라고도 부른다.

## 각지의 히카와 신사
무사시노쿠니를 중심으로 여러 곳에 같은 이름의 히카와 신사가 세워졌다.
- 氷川女体神社 히카와뇨타이 진쟈[*] - 사이타마현 사이타마시 미도리 구 미무로
- 中山神社 나카야마 진쟈[*] - 사이타마현 사이타마시 미누마 구 나카야마
- 氷川神社 - 사이타마현 가와고에시
- 元郷氷川神社 모토고히카와 진쟈[*] - 사이타마현 가와구치시
- 氷川神社 - 사이타마현 하토가야시
- 簸川神社 히카와 진쟈[*] - 도쿄 도 분쿄구
- 氷川神社 - 도쿄 도 나카노구
- 氷川神社 - 도쿄 도 네리마구 히카와다이
- 氷川神社 - 도쿄 도 네리마 구 도요타마미나미
- 氷川神社 - 도쿄 도 아다치구
- 氷川神社 - 도쿄 도 미나토구 아카사카
- 氷川神社 - 도쿄 도 미나토 구 시로카네
- 氷川神社 - 도쿄 도 미나토 구 모토아사부
- 氷川神社 - 도쿄 도 이타바시구 렌콘
- 渋谷氷川神社 시부야히카와 진쟈[*] - 도쿄 도 시부야 시 히가시
- 氷川神社 - 도쿄 도 히가시무라아먀시
- 中氷川神社 나카히카와 진쟈[*] - 도코로자와 시 야마구치

도코로자와 시 밋케지마의 中氷川神社  나카히카와 진쟈[*]의 설도 있어, 오쿠타마정 히카와의 奥氷川神社 오쿠히카와 진쟈[*]가 각자 혼샤, 추샤, 오쿠샤로서 일직선으로 늘어나 있다고도 한다.

## 같이 보기
- 히카와마루
- 이치노미야